# 公証人法
公証人法（こうしょうにんほう、明治41年4月14日法律第53号）は、公証人の制度に関する法律である。
公証人の使命、職務、日本公証人連合会の制度などを定めるほか、無資格者の公正証書作成事務、定款、私署証書（私文書）認証事務の取り扱い禁止、公正証書作成事務、定款、私署証書（私文書）認証事務を取り扱う表示の禁止などを定めている。
嘱託対象となる公証事務は以下の4つである（法1条）：
- 公正証書の作成
- 私署証書の認証
- 定款の認証
- 電磁的記録の認証

正当な理由無き嘱託拒絶は認められず（法3条）、拒絶時には請求に応じて理由書が交付される（施行規則12条）。事務取扱に関して法務局長への異議申立が認められ、更にこの異議に関する処分に対しても法務大臣への異議申立が認められる（法78条）。
証書は内容の適法性審査を通過しない限り作成および認証が認められない（法26条）。言い換えれば公証人は内容の適法性審査義務を負う（参考: 最高裁判例、民集51巻8号3718頁）。審査結果は嘱託拒絶の正当な理由となりうる。
審査の初期段階において適法性の積極的調査は要請されないが、審査で適法性に疑が見つかった際には調査（関係者への説明要請等）の義務が課される（施行規則12条。参考: 最高裁判例、民集51巻8号3718頁）。公証人は公証事務取扱上の疑義（例: 適法性の疑）に関して法務大臣に指示を求める権限がある（施行規則35条）。

## 構成
- 第1章 総則（第1条―第9条）
- 第2章 任免及所属（第10条―第16条）
- 第3章 職務執行ニ関スル通則（第17条―第25条）
- 第4章 証書ノ作成（第26条―第57条の3）
- 第5章 認証（第58条―第62条の8）
- 第6章 代理兼務及受継（第63条―第73条）
- 第7章 監督及懲戒（第74条―第84条）
- 附則

## 判例
公証人法に関する判例が複数存在する。

### 最判平成９年９月４日（民集51巻8号3718頁）
最判平成９年９月４日（民集51巻8号3718頁）は公証人の調査義務に関する最高裁判所判例である。
法26条の解釈に基づくと、公証人は証書に記載される法律行為等の内容の適法性を審査する義務がある（嘱託手続の適法性にとどまらない）。一方で公証人法は事実調査に必要な権限に関する規定を持たず、公証人法施行規則は疑義ある際の注意と説明催促を規定するに留まっている。このような法の構造にかんがみて、法の解釈として、原則的には、公証人は適法性の積極的調査を要請されておらず、職務執行に当たり具体的疑いが生じた場合にのみ調査義務が課される。
よって、公証人は以下の資料に基づいて審査し、具体的疑いが生じた場合に限って調査をすれば足りるとした：
- 自ら実際に経験した事実
  - 例: 聴取した陳述（書面による陳述の場合はその書面の記載）によって知り得た事実
- 当該嘱託と関連する過去の職務執行の過程において実際に経験した事実